# المصراوية (مسلسل)
المصراوية هو مسلسل درامي مصري أنتج الجزء الأول منه عام 2007، بينما أنتج الجزء الثاني عام 2009. قام ببطولته هشام سليم، وأدى دوره بالجزء الثاني ممدوح عبد العليم، وسميحة أيوب وغادة عادل التي حلت محلها ميس حمدان في الجزء الثاني.تدور قصة المسلسل حول 

## القصة
يشرح المسلسل المراحل التي يمر بها المجتمع المصري عبر الزمان من خلال ثلاثة شخصيات العمدة فتح الله (هشام سليم وممدوح عبد العليم) وأمه (سميحة أيوب) وزوجته التركية (غادة عادل وميس حمدان).